# Pere Cerdà
Pere Cerdà (Cotlliure, 1370 - Graus, Osca, 1422) va ser un frare dominic català. És venerat com a beat a Cotlliure i al si de l'Orde dels Predicadors, tot i no haver estat beatificat oficialment.
Nascut a Cotlliure en una família modesta, era sord-mut. Va ingressar en el convent de l'Orde de Sant Domènec, com a convers, i hi feia tasques domèstiques i humils, ateses les seves limitacions i la seva manca de formació. Segons la tradició, va guarir quan Vicent Ferrer va visitar el seu convent en 1409: llavors, Pere es vestí amb la capa negra del pare Ferrer i, només amb el seu contacte, va recuperar la parla i l'oïda.
El cas és que des de llavors va ingressar a l'orde com a frare i va acompanyar Vicent Ferrer en molts dels seus viatges de predicació, i ell mateix va convertir-se en un gran predicador, aconseguint moltes conversions, especialment entre els jueus. El 1420 va ser elegit prior del convent dominicà de Cotlliure.
Quan era a Graus amb Vicent Ferrer va emmalaltir; això va fer que no pogués acompanyar-lo en el seu viatge al sud de França. Va morir al mateix Graus el 1422, en olor de santedat. Hom va dir que les campanes de la vila van tocar totes soles per a anunciar-ho. Va ser enterrat al santuari de la Mare de Déu de la Penya, a Graus.
Diu la tradició que, en morir Cerdà, els sarments del coixí amb els quals dormia rebrotaren de nou i sense estar plantats, se'n feu raïm. Aquest miracle es perllongaria durant anys, car després d'arrencar-ne el raïm, en brotava un altre de nou. D'aquest raïm se'n faria vi, conegut com el "vi del pare Cerdà". Segons Joan Amades, algunes persones li deien "vi cerdà" a aquell vi destinat a la medicina.
El seu culte es desenvolupà a Graus, on el seu sepulcre era visitat, i a Cotlliure, on una talla seva ocupa part del retaule de la capella de Sant Vicenç de l'església parroquial.